# Prace geodezyjne
Prace geodezyjne – zespół czynności wykonywanych przez geodetę w ramach wykonywanego zawodu.
Zgodnie z ustawą z dnia 17 maja 1989 Prawo geodezyjne i kartograficzne do zakresu prac geodezyjnych należą:
- projektowanie i wykonywanie pomiarów geodezyjnych,
  - pomiary osnów geodezyjnych oraz pomiary podstawowych osnów grawimetrycznych i magnetycznych
  - pomiary szczegółowe sytuacyjne i wysokościowe,
  - pomiary realizacyjne i obsługa inwestycji,
  - pomiary związane z ewidencją gruntów,
  - inne prace geodezyjne.
- dokonywanie obliczeń geodezyjnych,
- sporządzanie i przetwarzanie dokumentacji geodezyjnej,
- zakładanie i aktualizacja baz danych informacji przestrzennych,
- sporządzanie zdjęć, pomiarów i opracowań fotogrametrycznych, grawimetrycznych, magnetycznych i astronomicznych związanych z realizacją zadań w dziedzinie geodezji i kartografii oraz Krajowego Systemu Informacji o Terenie.

## Szczegółowy podział prac geodezyjnych ze względu na zakres
Pomiary osnów geodezyjnych, oraz pomiary podstawowych osnów grawimetrycznych i magnetycznych obejmują:
- pomiary i opracowania wyników tych pomiarów w zakresie astronomii geodezyjnej i obserwacji sztucznych satelitów Ziemi,
- zakładanie sieci, pomiary i opracowanie wyników tych pomiarów w zakresie grawimetrii geodezyjnej i pola magnetycznego Ziemi,
- zakładanie sieci, pomiar, wyrównanie podstawowych i szczegółowych osnów geodezyjnych poziomych i wysokościowych,
- prowadzenie geodezyjnego systemu informatycznego w zakresie osnów geodezyjnych, grawimetrycznych i magnetycznych,
- utrzymanie w aktualności osnów geodezyjnych, grawimetrycznych 1 magnetycznych poprzez przeglądy, konserwacje i odtwarzanie punktów.

Pomiary szczegółowe sytuacyjne i wysokościowe, wykonywane poprzez bezpośredni pomiar geodezyjny w terenie lub pośredni pomiar metodami fotogrametrycznymi obejmują:
- zakładanie, pomiar i obliczenia geodezyjnych osnów pomiarowych poziomych i wysokościowych,
- pomiar i opracowanie wyników pomiaru szczegółów sytuacyjnych,
- pomiary stanu struktury zagospodarowania terenu pomiary granic podziału administracyjnego,
- pomiary inwentaryzacyjne uzbrojenia terenu w urządzenia techniczne nadziemne, naziemne i podziemne,
- pomiary rzeźby terenu, czyli naturalnych i sztucznych form ukształtowania powierzchni terenu,
- pomiary uzupełniające,
- prowadzenie geodezyjnych systemów informatycznych w zakresie sytuacji terenowej, zagospodarowanie, ewidencji uzbrojenia terenu itp.

Pomiary realizacyjne i obsługa inwestycji obejmują:
- zakładanie, pomiar i obliczenia osnów realizacyjnych,
- wyznaczanie w terenie lokalizacji obiektów budowlanych,
- obsługę geodezyjną budowy i montażu,
- geodezyjną inwentaryzację powykonawczą,
- pomiary i opracowanie wyników pomiarów przemieszczeń i odkształceń.

Prace w geodezyjne w zakresie ewidencji gruntów obejmują:
- ustalenie stanu i pomiar granic władania gruntami,
- pomiar konturów użytków i konturów klasyfikacyjnych gruntów,
- sporządzenie operatów ewidencji gruntów, czyli map ewidencji gruntów, rejestrów i wykazów,
- prowadzenie systemu informatycznego ewidencji gruntów.

Inne prace geodezyjne wykonywane dla określonych potrzeb gospodarczych, a w szczególności:
- opracowania geodezyjne planów zagospodarowania przestrzennego,
- wyznaczenie i podział terenów pod budownictwo osiedlowe, zagrodowe i jednorodzinne,
- prace geodezyjne związane z eksploatacją zakładów przemysłowych,
- prace miernictwa górniczego,
- prace geodezyjne urządzeniowo-rolne i urządzeniowo-leśne,
- prace geodezyjne związane z eksploatacją kolei i dróg publicznych,
- prace geodezyjne związane z regulacją sieci wodnych i budownictwa hydrotechnicznego,
- pomiary i opracowania fotogrametryczne dokumentacji obiektów zabytkowych,
- opracowania geodezyjne obrazów lotniczych i satelitarnych,
- różne prace geodezyjne wykonywane metodami pomiarów bezpośrednich, metodami fotogrametrycznymi oraz opracowania ich wyników[2].

## Szczegółowy podział prac geodezyjnych ze względu typ pomiaru
1. Pomiar terenowy – geodezyjny pomiar sytuacyjno-wysokościowy wykonywany w terenie
  - pomiar sytuacyjny – identyfikacja i określenie położenia obiektów w sposób umożliwiający wyznaczenie współrzędnych geodezyjnych w obowiązującym układzie współrzędnych płaskich prostokątnych
  - pomiar wysokościowy – pomiar różnic wysokości między punktami obiektów umożliwiający określenie wysokości punktów w obowiązującym układzie wysokościowym państwowego systemu odniesień przestrzennych
2. Pomiar fotogrametryczny – pomiar wykonany na modelu terenu utworzonym z przetworzonych zdjęć lotniczych lub satelitarnych
3. Pomiar kartometryczny – pomiar wykonany na mapie analogowej lub jej skalibrowanym obrazie numerycznym oraz na ortofotomapie[3]